# Henri Pille
Pour les articles homonymes, voir Pille (homonymie).
Henri Pille né à Essômes-sur-Marne (Aisne) le 4 janvier 1844 et mort à Paris le 4 mars 1897 est un peintre et illustrateur français.

## Biographie

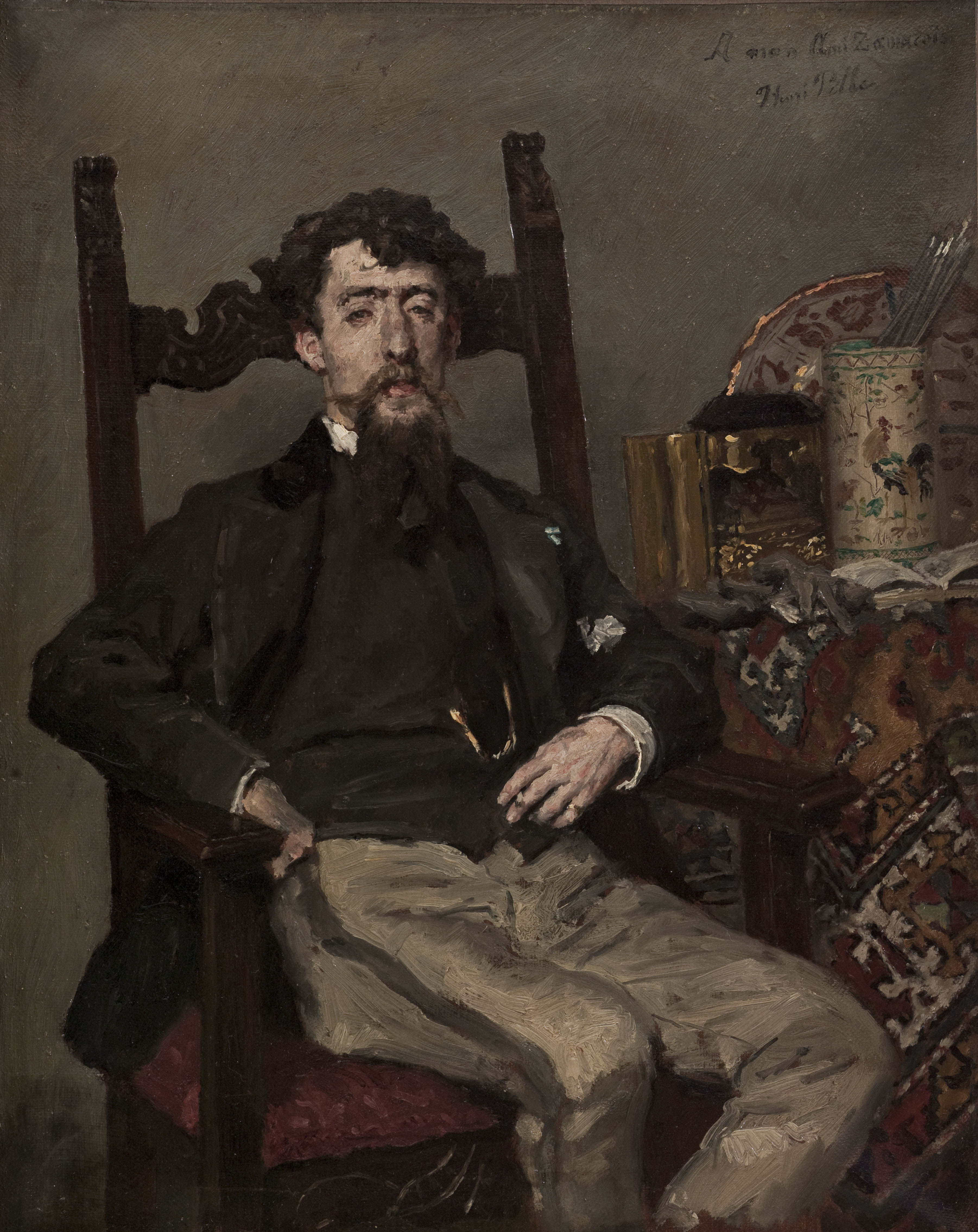
Eduardo Zamacois y Zabala (vers 1870), Paris, Petit Palais.

Charles Henri Pille est élève d'Antoine-Jean Gros qui remarqua ses dons de dessinateur et incita ses parents à l'inscrire à l'atelier de Félix-Joseph Barrias. Là il y rencontre Gustave Guillaumet (1840-1887), Gustave Pinel (1842-1896), Fernand Pelez (1843-1913) et Jean-Georges Vibert (1840-1902). Il demeure alors chez ses parents rue de Lancry. 
Henri Pille envoie un dessin au Salon de 1864 pour sa première participation, et son premier tableau au Salon de 1865. En 1868, il voyage en Allemagne — Munich et Nuremberg —, puis en Suisse. Il prend une petite chambre en 1864 au 162, boulevard Magenta à Paris, qu'il quitte en 1868 pour aller loger rue Duperré. En 1874, il se fait construire une maison au 35, boulevard de Rochechouart avec un atelier qu'il occupe pendant 22 ans.
En 1869, il reçoit la médaille d'or du ministère de la Maison de l'Empereur et des Beaux-Arts. On lui décerne une médaille d'or à l'Exposition universelle de Paris de 1889. Figure appréciée du milieu artistique montmartrois, son œuvre se développe à travers des peintures d'histoire et des scènes de genre souvent teintées d'humour. Il est surtout réputé comme dessinateur à la plume. Il exécute de nombreuses illustrations pour l'édition, notamment chez l'éditeur Alphonse Lemerre, Passage Choiseul — où ses dessins sont gravés par Louis Monziès —, et collabore à des revues et des journaux comme Le Courrier français, Le Rire, Le Monde illustré, Le Procope, journal parlé, Le Journal Amusant, La Vie moderne, Le Voleur , la Revue illustrée ou Le Petit Français illustré.
Il publie des dessins dans la revue du cabaret Le Chat Noir, de Rodolphe Salis — dont il fournit l'illustration du titre, qui précéda celle de Steinlein — et participe à la conception de silhouettes pour les spectacles de son théâtre d'ombres.
Dans ses lettres à son frère Théo, Vincent van Gogh exprime plusieurs fois son admiration pour l'œuvre de Henri Pille qu'il rencontre durant son séjour parisien entre mai 1875 et mars 1876. 
Qualifié de doux excentrique, il était timide, avec un humour parfois un peu lourd, un « rapin mâtiné de paysan ». Parfois habillé comme un vagabond, il fréquentait le café-restaurant Au Tambourin tenu par la modèle Agostina Segatori (1841-1910). En 1883, il réalise un dessin, intitulé Quel dommage, c'était un si brave homme, pour illustrer la pièce, Le Rêve d'un Viveur, de Jean-Louis Dubut de Laforest, il est publié dans le recueil de la pièce.
Henri Pille est nommé chevalier de la Légion d'honneur en 1882. Il a été président de la Société des artistes illustrateurs et membre du jury de la première Exposition internationale de blanc et noir qui s'est tenue au pavillon de Flore en 1885.
Ses obsèques religieuses à l'église Notre-Dame-de-Lorette de Paris furent relatées par Arsène Alexandre, critique d'art au Figaro. Inhumé à Paris au cimetière de Montmartre, son éloge funèbre fut prononcé par Fernand Cormon pour le compte de la Société des artistes français, devant une foule nombreuse où figurait le peintre William Bouguereau (1825-1905).

## Ouvrages illustrés par Henri Pille
|                                                                             |  |  |
| Masques et danseurs, illustration en double page pour Le Courrier français. |  |  |

- William Shakespeare, Œuvres complètes de Shakespeare, Paris, Alphonse Lemerre, 1875-1880.
- Alfred de Musset, Œuvres de Alfred de Musset, 42 dessins, Paris, Alphonse Lemerre, 1876.
- Joseph Vendryes, Voyages en famille, Paris, Ludovic Baschet, 1877.
- Brantôme, Les dames galantes, Paris, Éditions Arnaud et Labat, 1879.
- François Coppée, Bleuette, Conte en vers, Paris, Alphonse Lemerre, 1880.
- Coquelin cadet (sous le pseudonyme Pirouette), Le livre des convalescents, Paris, Tresse, 1880.
- Charles Perrault, Les Contes, Paris, Alphonse Lemerre, 1880.
- Auguste Brizeux, Marie, Paris, Alphonse Lemerre, 1881.
- Paul Scarron, Le Roman comique, Paris, Alphonse Lemerre, 1881.
- Walter Scott, Quentin Durward, Paris, Librairie de Firmin-Didot et Cie, 1881.
- Coquelin cadet (sous le pseudonyme Pirouette), Fariboles, Paris, Paul Ollendorf, 1882.
- Aimé Giron, Les Cinq Sous d'Isaac Laquedem - Le Juif Errant - Contes et histoires pour enfants, Paris,  Librairie Firmin-Didot, 1883.
- Édouard Laboulaye, Derniers contes bleus, Paris, Jouvet et Cie, 1884.
- Augustin Thierry, Œuvres choisies : Récits des temps mérovingiens, Paris, Léon Bonhoure, 1885.
- Jean-Baptiste Weckerlin, Chansons et rondes enfantines, Garnier Frères, 1885.
- Jean-Baptiste Weckerlin, Nouvelles Chansons et rondes enfantines, Garnier Frères, 1886.
- Savinien Lapointe, II était une fois…, Paris, Alphonse Lemerre, 1886.
- Victor Hugo, Notre-Dame de Paris, Paris, Alphonse Lemerre, 1886.
- Adelbert von Chamisso, Histoire merveilleuse de Pierre Schlémihl, ou l'Homme qui a vendu son ombre, Paris, L. Westhausser, 1888.
- Ernest d'Hervilly, Héros légendaires, leur véritable histoire, Paris, Alphonse Lemerre, 1889.
- Léon Roger-Milès, Pages d'autrefois, Paris A. Lanier et fils, 1889.
- (Jeanne Loiseau dite Daniel-Lesueur), L'auberge des saules, 40 dessins d'Henri Plle et 7 gravures hors texte de Jeanne Lemerre, Paris, Alphonse Lemerre, 1889.
- Charles Delon, Ma petite sœur Naïk, Paris, Alphonse Lemerre, 1891.
- Edgar Monteil, Histoire du célèbre Pépé, Paris, Librairie de l'éducation de la jeunesse, 1891.
- Gaston de Raimes, Soldats de France, actions héroïques, Paris, Alphonse Lemerre, 1892-1895.
- Georges Bureau, Les Maris de Colette, Paris, Paul Ollendorff, 1895.
- Hégésippe Moreau, La Souris blanche, Paris, Pairault et Cie éditeurs, 1895.
- Pierre Perrault, Les expédients de Farandole, Paris, Armand Colin, 1895[7].
- Marc Guéchot, Le Chevalier Carême, Paris, colin, 1896.
- Cervantes, Don Quichotte de la Manche, Charavay, Mantoux et Martin, sans date, vers 1893[8].
- Molière, préface de Léo Claretie, Théâtre choisi, Paris, Charavay, Mantoux et Martin, sans date, vers 1900.
- Francis Thomé, Vingt Pièces enfantines pour piano, Henri Lemoine, sans date.

## Œuvres dans les collections publiques

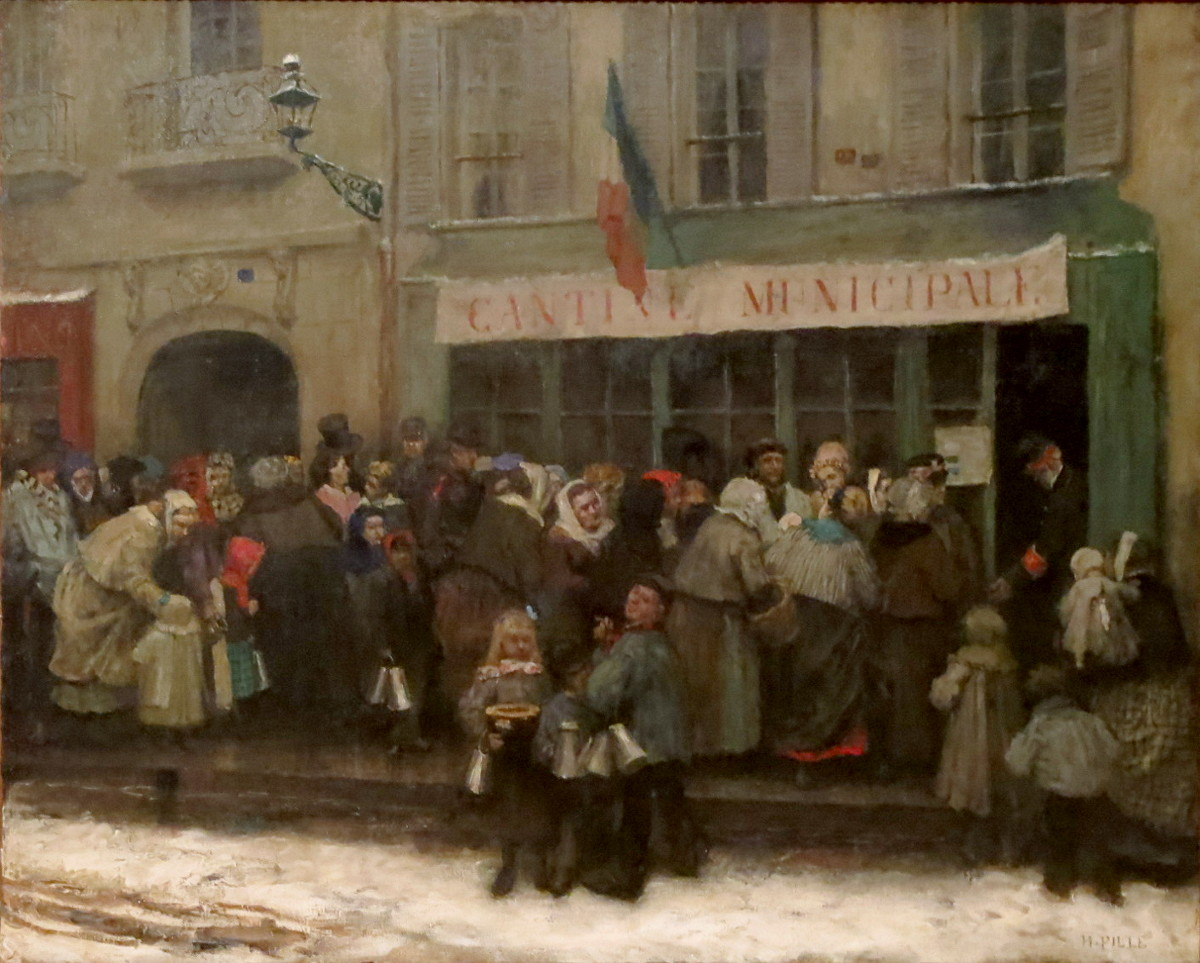
Cantine municipale pendant le siège de Paris, 1870-1871, Paris, musée Carnavalet.

- Nice, musée des Beaux-Arts : Puritains et cavaliers.
- Paris : 
  - musée Carnavalet, Cantine municipale pendant le siège de Paris, 1870-1871, huile sur toile[9].
  - musée du Louvre, département des arts graphiques.
  - musée d'Orsay.
  - Petit Palais : Eduardo Zamacois y Zabala, vers 1870, huile sur toile[10].
- Pau, musée national du château de Pau : fonds de dessins sur l'histoire d'Henri IV[11].
- Reims, musée des Beaux-Arts : La Messe à Pavant (Aisne)[12].
- Saint-Quentin, musée Antoine-Lécuyer : Sybille de Clèves haranguant les défenseurs de Wittemberg sur les remparts de  cette ville.

## Salons et expositions
- Salon de Paris :
  - 1868 : Sybille de Clèves haranguant les défenseurs de Wittenberg sur les remparts de cette ville ;
  - 1872 : L'Automne.
- Salon des artistes français de 1883 : Salle de garde.
- 1885 : Exposition internationale de blanc et noir.